# هاريسون كارول
هاريسون كارول (بالإنجليزية: Harrison Carroll)‏ هو صحفي وكاتب العمود أمريكي، ولد في 23 يونيو 1901، وتوفي في 1972.